# سرهی دنیلوسکی
سرهی دنیلوسکی (اوکراینی: Сергій Юрійович Даниловський؛ زادهٔ ۲۰ اوت ۱۹۸۱) بازیکن فوتبال اهل اوکراین است.
از باشگاه‌هایی که در آن بازی کرده‌است می‌توان به باشگاه فوتبال کریفباس کریفیی ریه، باشگاه فوتبال متالورگ دونتسک، باشگاه فوتبال چورنومورتس اودسا، باشگاه فوتبال خیمکی، باشگاه فوتبال اوورلا اوژهورود، و باشگاه فوتبال کارپاتی لویو اشاره کرد.
وی همچنین در تیم‌های ملی فوتبال زیر ۲۱ سال اوکراین و اوکراین بازی کرده‌است.